# Нумские языки
Нумские (нумийские) языки — ветвь юто-ацтекской семьи. Включают семь языков индейцев Северной Америки, традиционно проживающих в районе Большого Бассейна, бассейна р. Колорадо и на юге Великих Равнин. Географическое распространение всей юто-астекской семьи показано на карте языковых семей Северной Америки.

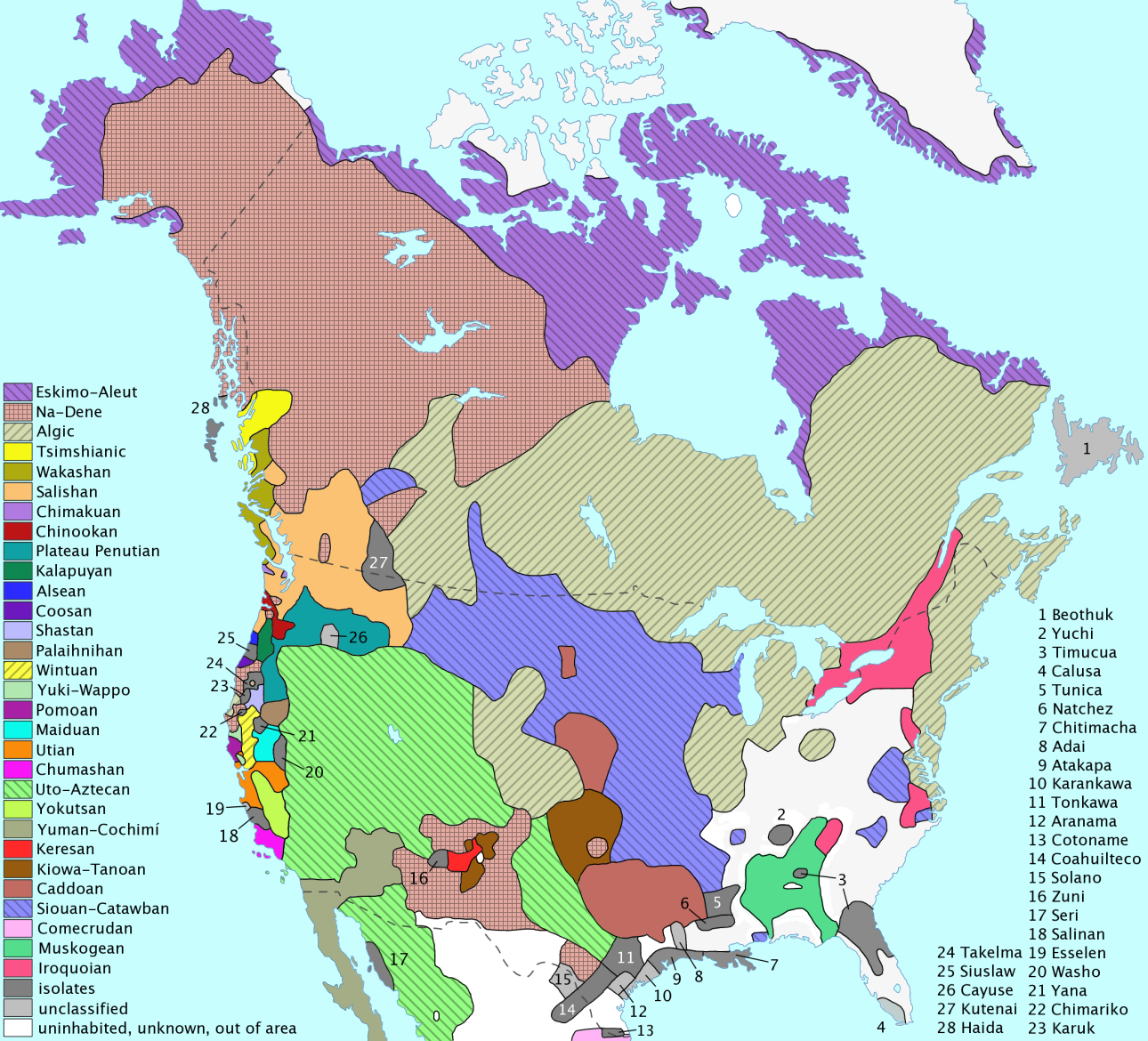
Карта языковых семей Северной Америки

Название группы происходит от слова, встречающегося в разных формах во всех нумских языках и обозначающего человека. Например, на шошонском языке слово звучит neme, на тимбиша — nümü, на языке юте (южный пайюте) — nuwuvi, на языке кавайису — nuwa.

## Классификация и состав
- Центральные нумские языки
  - Команче[1]
  - Тимбиша — группа диалектов[2][3])
  - Шошоне — группа диалектов[4][5], Northern[6][7]
- Южные нумские языки
  - Кавайису[8]
  - Юте или южный пайюте — группа диалектов[9][10][11])
- Западные нумские языки
  - Моно — два диалекта, восточный[12] и западный[13]
  - Северный паюте — группа диалектов, включая южный невадский[14], Northern Nevada[15], орегонский[16] и баннокский[17])

За исключением команчей, каждая из указанных групп содержит по одному языку, распространённому на малой территории на юге Сьерра-Невада и в равнинах на востоке (моно, тимбиша, кавайису), и по одному языку, распространённому на существенно большей территории (северный паюте, шошонский и уте-южный паюте). Некоторые лингвисты восприняли данную закономерность как признак того, что носители нумских языков сравнительно недавно распространились из изначально небольшой территории, вероятно, около нынешней долины Оуэнс (Оуэнс-Вэлли), по территории своего нынешнего обитания. Эта гипотеза подтверждается данными глоттохронологии, но методика остаётся спорной. Недавние исследования митохондриальной ДНК также подтверждают данную гипотезу.
Команчский язык отделился от шошонского вскоре после того, как команчи приобрели лошадей около 1705 г. По данной причине команчский и шошонский язык чрезвычайно похожи, хотя взаимопонимание иногда затруднено из-за сдвигов в системе согласных команчского языка.

## Фонетика
Звуковая система нумских языков представлена в следующих таблицах.

### Гласные
Прото-нумский язык имел в своём составе 5 гласных.
|           | Передние | Задние неогублённые | Задние огублённые |
| --------- | -------- | ------------------- | ----------------- |
| Верхние   | *i       | *ɨ                  | *u                |
| Неверхние |          | *a                  | *o                |

### Согласные
Прото-нумский язык имел в своём составе следующие согласные:
|             | Билабиальные | Переднеязычные | Палатальные | Велярные | Лабиовелярные | Глоттальные |
| ----------- | ------------ | -------------- | ----------- | -------- | ------------- | ----------- |
| Взрывные    | *p           | *t             |             | *k       | *kʷ           | *ʔ          |
| Аффрикаты   |              | *ts            |             |          |               |             |
| Фрикативные |              | *s             |             |          |               | *h          |
| Носовые     | *m           | *n             |             | *ŋ       | (*ŋʷ)         |             |
| Полугласные |              |                | j           |          | w             |             |

В дополнение к приведенным выше простым согласным, в прото-нумском также имелись сочетания носовых-взрывных/аффрикат, кроме того, все согласные, кроме *s, *h, *j и *w могли быть геминированы. Между гласными наблюдалась лениция кратких согласных.

## Лексика
В следующей таблице представлены примеры родственных слов, иллюстрирующая фонетические изменения, произошедшие в различных нумских языках. Формы в дочерних языках записаны в фонетической транскрипции.
|                                    | Моно    | Северный пайюте               | Тимбиша                   | Шошоне               | Команче         | Кавайису                      | Юте (колорадский)                         |
| ---------------------------------- | ------- | ----------------------------- | ------------------------- | -------------------- | --------------- | ----------------------------- | ----------------------------------------- |
| *hoa 'охота, ловушка'              | hoa     | hoa                           | hɨwa                      | hɨa                  | hɨa             | hɨa                           | oa (SP) 'шпион'                           |
| *jaka 'кричать'                    | jaɣa    | jaɣa                          | jaɣa                      | jaɣai                | jake            | jaɣi                          | jaɣa                                      |
| *kaipa 'гора'                      | kaiβa   | kaiβa                         |                           |                      |                 | keeβi                         | kaiβa                                     |
| *kuttsu 'бизон'                    | kuttsu  | kuttsu 'корова'               | kwittʃu 'корова'          | kuittʃun 'корова'    | kuhtsu 'корова' |                               | kuttsu                                    |
| *naŋka 'ухо'                       | nakka   | nakka nagga (So Nev)          | naŋga                     | naŋgi                | naki            | naɣaβiβi                      | naŋkaβɨ (Ch) nakka- (Ut)                  |
| *oppimpɨ 'мескитовое дерево'       |         |                               | oɸimbɨ                    | oɸi 'мескитовый боб' |                 | oβi(m)bɨ                      | oppimpɨ (Ch)                              |
| *paŋkʷi 'рыба'                     | pakkʷi  | pakkʷi paggʷi (So Nev)        | paŋŋʷi                    | paiŋgʷi              | pekʷi           |                               |                                           |
| *puŋku 'собака, домашнее животное' | pukku   | pukku puggu (So Nev) 'лошадь' | puŋgu 'домашнее животное' | puŋgu 'лошадь'       | puku 'лошадь'   | puɣu                          | puŋku (Ch) pukku (Ut) 'домашнее животное' |
| *tɨpa 'кедровый орех'              | tɨβa    | tɨβa                          | tɨβa                      | tɨβa                 |                 | tɨβattsi                      | tɨβa                                      |
| *woŋko 'сосна'                     | wokkoβɨ | wokkoppi woggoppi (So Nev)    | woŋgoβi                   | woŋgoβin             | wokoβi          | woɣo- (только в составе слов) | oɣompɨ                                    |